# Timothy R. McClanahan
Pour les articles homonymes, voir McClanahan.
Timothy Rice McClanahan (souvent abrégé en « Tim [R.] McClanahan ») est un biologiste américain né en 1957 à New Haven dans le Connecticut, « senior conservation zoologist » au sein de la Wildlife Conservation Society. Il est célèbre pour ses importants travaux portant sur l'écologie marine des écosystèmes coralliens. Il vit et travaille à Mombasa (Kenya), où il  s'intéresse notamment à l'interaction entre les sociétés humaines et les récifs de corail de l'océan indien occidental ; il y dirige également le programme scientifique Coral Reefs Program for eastern Africa.

## Études et carrière
McClanahan a obtenu une licence de biologie en 1981 à l'Université de Californie à Santa Cruz. Il obtient son master en 1984 puis une bourse de thèse à l'Université de Floride, en 1990, sous la direction du célèbre écologue Howard T. Odum.
McClanahan intègre le Coral Reefs Conservation Project de la Wildlife Conservation Society en 1991 comme assistant de recherche avant d'y être nommé coordinateur du projet pour le Kenya. Il est également Senior Conservation Zoologist de la côte africaine pour la WildLife Conservation Society. 
Il fait aussi partie du comité éditorial de nombreuses revues internationales, comme Marine Ecology Progress Series, Ecosystems, Environmental Conservation, Global Change Biology ou encore Aquatic Conservation.

## Travaux
McClanahan a principalement étudié l'écologie des écosystèmes coralliens, et notamment ceux de l'océan indien occidental (côte africaine, Madagascar, Seychelles, îles Éparses de l'océan Indien et Mascareignes…). Il s'intéresse aussi à l'interaction entre l'homme et l'environnement dans les milieux coralliens, notamment aux pêcheries, à la pollution et au réchauffement climatique. Ses principaux collaborateur sont son épouse Nyawira Muthiga, mais aussi Joshua Cinner, Nick Graham, ou encore Joseph Maina. 
Il a publié plus de 100 articles dans des grandes revues scientifiques, 20 chapitres d'ouvrages, dirigé 4 livres, compilé les actes de 7 symposiums et publié de nombreux autres types de travaux, dont des articles renommés, des éditoriaux pour de grandes revues ou encore des présentations d'ouvrages. 
D'après une évaluation menée par l’International Scientific Information (ISI, organisme chargé de compiler la littérature scientifique), il serait le deuxième écologue corallien le plus cité au monde pour les 10 dernières années, avec plus de 16 000 citations de ses plus de 300 articles. 

## Distinctions
McClanahan a notamment reçu :
- le titre de Pew Fellows Program in Marine Conservation en 1996
- le Pew Scholars in the Environment Award en 1996
- le Pew Fellows award for the most published fellow en 2002

Il est aussi membre de l’American Association for the Advancement of Science, de l’American Institute for Biological Sciences, de l’American Society of Naturalists, de l’East African Wildlife Society, de l’Ecological Society of America, de la Western Indian Ocean Marine Science Association et de l’International Science for Reef Studies.

## Quelques publications majeures
Boris Worm, Ray Hilborn, Julia K Baum, Trevor A Branch, Jeremy S Collie, Christopher Costello, Michael J Fogarty, Elizabeth A Fulton, Jeffrey A Hutchings, Simon Jennings, Olaf P Jensen, Heike K Lotze, Pamela M Mace, Tim R McClanahan, Cóilín Minto, Stephen R Palumbi, Ana M Parma, Daniel Ricard, Andrew A Rosenberg, Reg Watson, Dirk Zeller, 2009. Rebuilding global fisheries, Science 325 (5940), 578-585
AC Baker, CJ Starger, TR McClanahan, PW Glynn, 2004. Coral reefs: corals' adaptive response to climate change, Nature 430 (7001), 741-741
Graham, N., T. R. McClanahan, Y. Letourner, and R. Galzin. 2007. Anthropogenic stressors, inter-specific competition and ENSO effects on a Mauritian coral reef. Environmental Biology of Fish 78:57-69.
McClanahan, T. R. 2007. Achieving sustainability in East African coral reefs. Journal of the Marine Science and Environment C5:13-16.
McClanahan, T. R. 2007. Testing for correspondence between coral reef invertebrate diversity and marine park designation on the Masoala Peninsula of eastern Madagascar. Aquatic Conservation: Marine and Freshwater Ecosystems 17:409-419.
McClanahan, T. R., and J. Cinner. A framework for adaptive gear and ecosystem-based management in the artisanal coral reef fishery of Papua New Guinea. Aquatic Conservation: Marine and Freshwater Ecosystems
Cinner, J. E., and T. R. McClanahan. 2006. Socioeconomic factors that lead to overfishing in small-scale coral reef fisheries of Papua New Guinea. Environmental Conservation.
Cinner, J., M. J. Marnane, T. R. McClanahan, and G. R. Almany. 2006. Periodic closures as adaptive coral reef management in the Indo-Pacific. Ecology and Society
McClanahan, T. R., S. Mwaguni, and N. A. Muthiga. 2005. Management of the Kenyan coast. Ocean & Coastal Management
McClanahan, T.R. 2003. The near future of coral reefs. Environmental Conservation 29(4): 460-483
McClanahan, T.R., J. Maina, L. Pet-Soede and L. Ambio. 2002. Effects of the 1998 Coral Morality Event on Kenyan Coral Reefs and Fisheries. (ouvrage, 550p)
Mcclanahan, T.R., N.A. Muthiga, S. Mangi. 2001. Coral and algal changes after the 1998 coral bleaching: interaction with reef management and herbivores on Kenyan reefs. Coral Reefs 19(4): 380-391
McClanahan, T.R., R. Arthur. 2001. The effect of marine reserves and habitat on populations of East African coral reef fishes. Ecological Applications 11(2): 559-569
Obura, D.O., Sheppard, C. (editors). 2000. Coral Reefs of the Indian Ocean: Their Ecology and Conservation. Oxford University Press, NY, 525p.
McClanahan, T.R., Mangi, S., 2000, Spillover of exploitable fishes from a marine park and its effect on the adjacent fishery, Ecological Applications 10 (6), 1792-1805
T Goreau, T McClanahan, R Hayes, AL Strong, Conservation of coral reefs after the 1998 global bleaching event, Conservation Biology 14 (1), 5-15
McClanahan, T.R. 1997. Letter from under the sea. The Wildlife Conservation Magazine 100(2): 6-7
McClanahan, T.R. 1997. Monitoring - the state of our art. Reef Encounter 20:9-11
McClanahan, T.R. and T. P. Young (eds.). 1996. East African Ecosystems and Their Conservation. Oxford University Press, UK
McClanahan, T.R. and Kaunda-Arara B., 1996, Fishery recovery in a coral-reef marine park and its effect on the adjacent fishery, Conservation Biology, 1187-1199
McClanahan, T. R. 1995. A coral reef ecosystem-fisheries model: Impacts of fishing intensity and catch selection on reef structure and processes. Ecological Modeling 80(1): 1
McClanahan, T.R. and D. Obura. 1995. Status of Kenyan coral reefs. Coastal Management 23:57-76

## Vie privée
McClanahan est marié à la zoologiste Nyawira Muthiga. Il l'a rencontrée dans les années 1980, lors d'un programme d'études à l'étranger au Kenya, dont il n'est plus jamais parti.